# Riesengebirge
Riesengebirge (tjeckiska: Krkonoše, polska: Karkonosze) är ett bergsområde vid gränsen mellan Tjeckien och Polen som ingår i bergskedjan Sudeterna. Regionens högsta bergstopp är Sněžka som når 1 602 meter över havet. Stora delar av Riesengebirge utgör ett biosfärområde under Unescos beskydd.
Bergen är belägna på gränsen mellan Schlesien och Böhmen, mellan Elbes och Oders övre lopp, och utgör högsta delen av Sudeternas bergssystem. De gränsar till Jizerbergen och Lužické hory i väster samt till Góry Sowie och Orlické hory i öster och sydöst. De egentliga Riesengebirge utbreder sig i sydöst-nordvästlig riktning mellan Kwisas och Bóbrs källor med en längd av 37 km och en bredd av 25 km. Av arealen, omkring 1 110 km2, tillhör tre fjärdedelar Tjeckien, återstoden Polen.
Gränsen följer bergets huvudkam (Riesenkamm), med de högsta topparna, vilka ligger längs norra sidan av berggruppen: Wielki Szyszak (1 509 m), Śmielec (1 424 m), Mały Szyszak (1 436 m) samt Sněžka (1 602 m), Tjeckiens högsta berg. Parallellt med denna ås och skild ifrån densamma genom en lång, smal dal, Sedmidolí, sträcker sig i Böhmen en sydligare, lägre kam med jämförelsevis få toppar.
Berggruppen stupar på norra sidan tvärt ned i Jelenia Góra-dalen, men avtar långsamt i höjd inom Böhmen. Den böhmiska kammen är i mitten delad av en djup dalklyfta, genom vilken Elbe, som har sina källor i Siebengründe, banar sig väg. Bland bergen rinner dessutom Jizera ut i Elbe, Kwisa och Bóbr m. fl. floder, och små sjöar och tjärnar är inte sällsynta i dalarna.
Nästan hela Riesenkamm och västra delen av den södra kedjan består av granit, östra ändan av huvudkammen och flera berg i sydöst är bildade av en gnejsvarietet; större delen av böhmiska kedjan, särskilt dess toppar, består av glimmerskiffer. Block av dessa mineral ligger spridda på många ställen på bergen och i flodbäddarna. Stora torvmossar upptar många av bergssluttningarna och dalarna. Havre och råg går till 1 050 m höjd. De övre skogsmarkerna omväxlar med moras och ängar.
De där utspridda stugorna kallas Bergbauden (tjeckiska: Horská bouda) och bebos delvis året om, delvis endast om sommaren och motsvarar därmed Skandinaviens säterstugor.